# بيدان (بزنجان)
بیدان (بالفارسية: بیدان) هي قرية تقع في إيران في قسم بزنجان الريفي. يقدر عدد سكانها بـ 448 نسمة بحسب إحصاء 2016.